# Фошандора
Фошандора (на италиански: Fosciandora) е община в Италия, в региона Тоскана, провинция Лука. Общината се намира в планинния район, наречен Гарфаняна, на северната част на провинцията. Населението е около 700 души (2001).